# Пенджаб

Пенджаб (регіон)

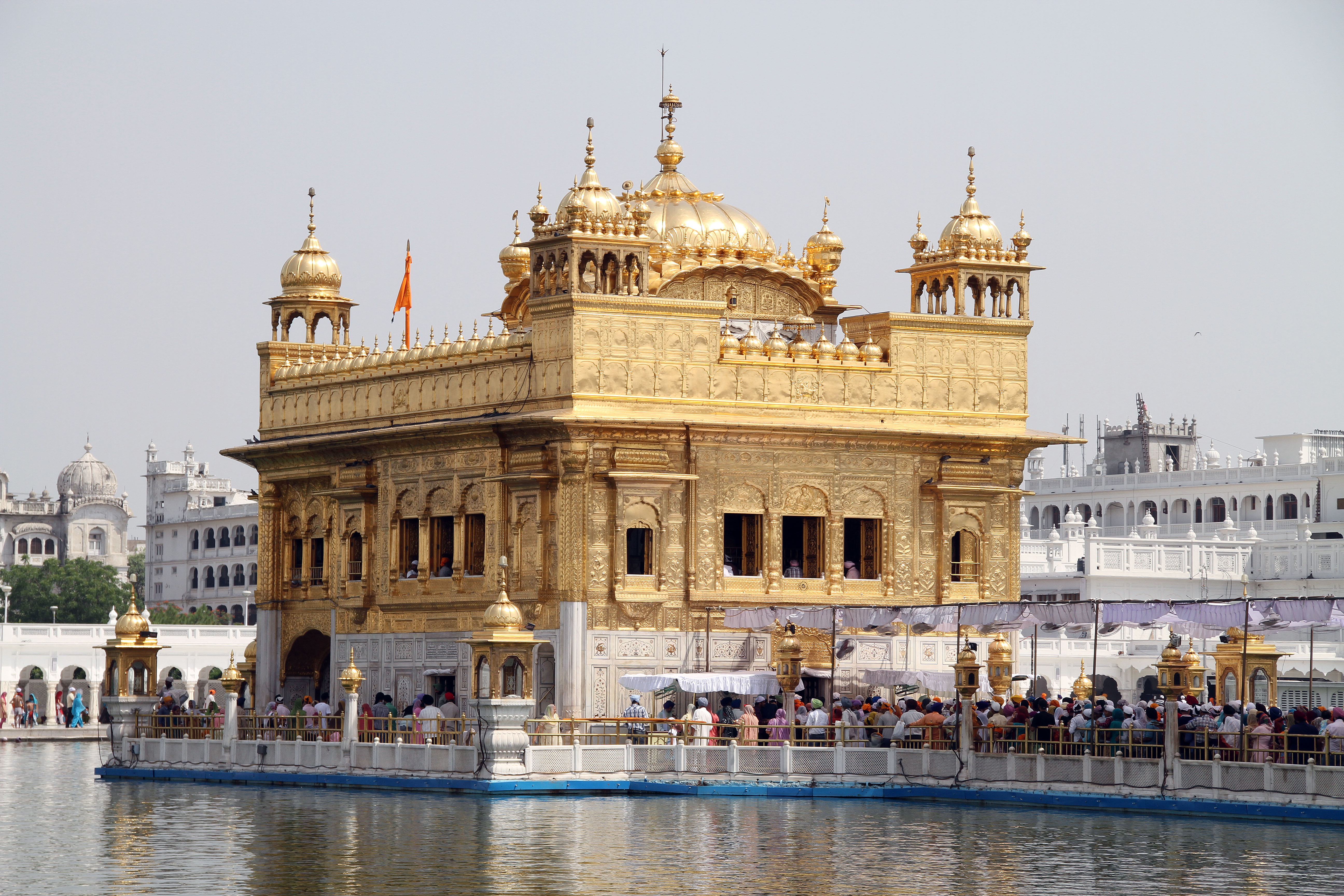
Хармандир Сахіб — головний храм сикхів

Пенджаб (на санскриті Панчанада, пенджаб. ਪੰਜਾਬ ਖੇਤਰ — п'ятиріччя) — назва намивної рівнини площею 100 000 км² у заплавах річок Джелам, Чинаб, Раві, Біас та Сатледж. Ці п'ять особливо шанованих в індуїзмі річок разом з Індом (Синдху) та Сарасваті складають ведичне семиріччя, що згадується у Ведах.
Основне населення — пенджабці, основна мова — пенджабська. Окрім ісламу та індуїзму, в регіоні традиційно поширений сикхізм.

## Історія
Пенджаб відомий своєю багатою історією. На зорі історії людства у долинах п'яти річок сформувалася Індська цивілізація. Епос «Махабхарата» (містить «Бхагавад-гіту») поміщає на Пенджабській рівнині битву Пандавів та Кауравів. Іслам остаточно узяв гору в Пенджабі над індуїзмом після перемоги Мухаммада Гурі над місцевим правителем дому Прхавіраджа у 1192.
З Пенджабу почалось поширення на всю Індію влади Великих Моголів. За них головним містом Пенджабу стає Лахор. Після смерті імператора Аурангзеба владу в Пенджабі захопили сикхи, які вважали своїм учителем Нанака.
У 1849 британський генерал-губернатор маркіз Дальхузі анексував Пенджаб і перетворив його на британську провінцію.
Під час розділу Британської Індії 40 % території Пенджабу залишилися в Індії та склали однойменний штат у складі Індійського Союзу. Столицю штату Чандігарх проектував запрошений з Європи архітектор Ле Корбюзьє.
Західні області Пенджабу з Лахором увійшли до складу держави Пакистан, де з них було утворено окрему провінцію.